# Pleasant Valley n.º 288
Pleasant Valley n.º 288 es un municipio rural canadiense situado en la provincia de Saskatchewan.

## Superficie
Pleasant Valley n.º 288 tiene una superficie de 822,47 km².

## Demografía
En 2021, tenía 301 habitantes, una densidad poblacional de 0,4 hab./km², y 116 viviendas.